# Springfield (Queensland)
Springfield is een plaats in de Australische deelstaat Queensland en telt 5732 inwoners (2006).